# Hydrelia subobliquaria
Hydrelia subobliquaria är en fjärilsart som beskrevs av Moore 1867. Hydrelia subobliquaria ingår i släktet Hydrelia och familjen mätare. Inga underarter finns listade i Catalogue of Life.